# 飯塚昌治
飯塚 昌治（いいづか まさはる、1941年8月20日 - ）は、日本の実業家。東京都豊島区出身。ジェイ・ウォルター・トンプソン日本法人元代表取締役社長兼最高経営責任者（CEO）。

## 人物・経歴
東京都豊島区出身。1971年上智大学外国語学部英語学科卒業。同年、米国・ニューヨークに本社を置く外資系広告会社ジェイ・ウォルター・トンプソンに入社。入社後は営業畑を歩み、世界最大のダイヤモンド原石供給会社デビアスを担当。1982年営業局長、1984年副社長兼営業局長、1985年副社長兼営業総局長、1989年取締役副社長（人事・総務・新規開発担当）、1990年副社長（人事・総務・新規開発・営業担当）・本社バイスプレジデント、1991年取締役筆頭副社長兼最高運営責任者（COO）。1992年に同社が日本で営業活動を開始して以来初の日本人として代表取締役社長兼最高経営責任者（CEO）に就任。